# L’isola di niente
L’isola di niente ist das dritte reguläre Studioalbum der italienischen Progressive-Rock-Band Premiata Forneria Marconi (PFM). Es erschien im Jahr 1974 bei Numero Uno. Die englischsprachige Version The World Became the World erschien im selben Jahr bei Manticore Records.

## Entstehung und Veröffentlichung
Nach der englischsprachigen Version Photos of Ghosts des zweiten Albums Per un amico (mit Texten von Peter Sinfield) waren PFM 1973 und Anfang 1974 auf Tour in Italien und Großbritannien. Mit dem neuen Bassisten Jan Patrick Djivas, der Giorgio Piazza ersetzte, wurde noch während der Tour Ende 1973 und Anfang 1974 ein neues Album hauptsächlich in London und teilweise in Mailand aufgenommen. Auf der ansonsten italienischen Version befand sich ein englischsprachiges Stück mit einem Text von Peter Sinfield, für die komplett englischsprachige Version mit Sinfields Texten wurde zusätzlich ein Stück des Debütalbums Storia di un minuto neu aufgenommen.
Bei Konzerten in Tokio am 30. und 31. Mai 2014 wurden u. a. L’Isola di Niente und The World Became the World komplett aufgeführt und mitgeschnitten. Die Aufnahmen erschienen 2014 bzw. 2015 als Un’Isola und The World.

## Titelliste und Stil

### L’Isola di Niente
1. L’Isola di Niente – 10:42
2. Is My Face on Straight – 6:38
3. La luna nuova – 6:21
4. Dolcissima Maria – 4:01
5. Via Lumière – 7:21

### The World Became the World
1. The Mountain – 10:47
2. Just Look Away – 4:03
3. The World Became the World – 4:49
4. Four Holes in the Ground – 6:23
5. Is My Face on Straight – 6:40
6. Have Your Cake and Beat It – 7:20

PFM spielen auf dem Album abwechslungsreichen und komplexen Progressive Rock mit Chören und theatralischem Gesang, mit symphonischen, hymnischen, rockigen und jazzigen Passagen.

## Rezeption
L’Isola di Niente gilt heute als Klassiker des italienischen Progressive Rock. Das eclipsed-Magazin setzte das Album auf Platz 20 seiner Liste der 150 Prog-Alben „für die Ewigkeit“, denn es beweise, dass PFM „Genesis, King Crimson oder ELP in nichts nachstand“ und mit „federleichte[r] Lässigkeit“ agierte. Die englischsprachige Version The World Became the World kritisiert Nik Brückner von den Babyblauen Seiten allerdings stark: „Die englischen Lyrics passen nicht immer zu den Stücken, nie zu Franco Mussida und schon gar nicht zur Musik.“